# Moirax
Moirax ist eine französische Gemeinde mit 1.199 Einwohnern (Stand: 1. Januar 2022) im Département Lot-et-Garonne in der Region Nouvelle-Aquitaine (vor 2016: Aquitanien). Die Gemeinde gehört zum Arrondissement Agen und zum Kanton L’Ouest Agenais. Die Einwohner werden Moiracais genannt.

## Geografie
Moirax liegt etwa sieben Kilometer südsüdwestlich von Agen an der Garonne, die die Gemeinde im Nordosten begrenzt. Umgeben wird Moirax von den Nachbargemeinden Le Passage im Norden, Boé im Nordosten, Layrac im Osten, Marmont-Pachas im Süden, Laplume im Südwesten, Aubiac im Westen sowie Estillac im Nordwesten.
Durch die Gemeinde führt die Autoroute A62.

## Bevölkerungsentwicklung
| 1962                       | 1968 | 1975 | 1982 | 1990 | 1999 | 2006 | 2018 |
| -------------------------- | ---- | ---- | ---- | ---- | ---- | ---- | ---- |
| 346                        | 401  | 476  | 587  | 817  | 998  | 1084 | 1167 |
| Quellen: Cassini und INSEE |      |      |      |      |      |      |      |

## Sehenswürdigkeiten

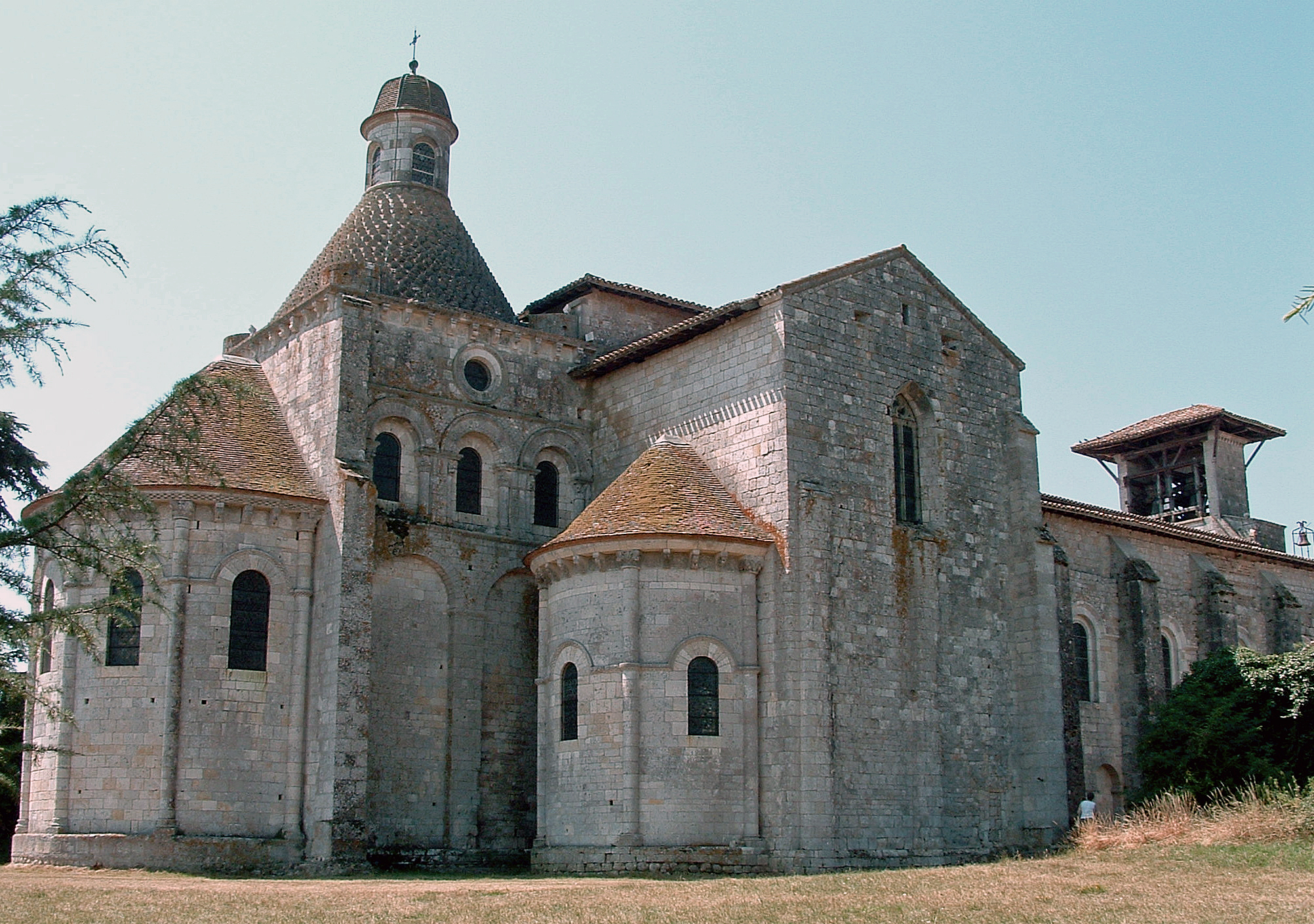
Kirche Notre-Dame

- Kirche Notre-Dame, 1049 als frühere Priorei des Klosters Cluny gegründet, Monument historique